# سمكة المهرج ثيلي
سمكة المهرج ثيلي (الإسم العلمي:Amphiprion thiellei)، هو نوع من الأسماك يتبع جنس سمكة المهرج من فصيلة البوماسنتريدي.

## معرض صور

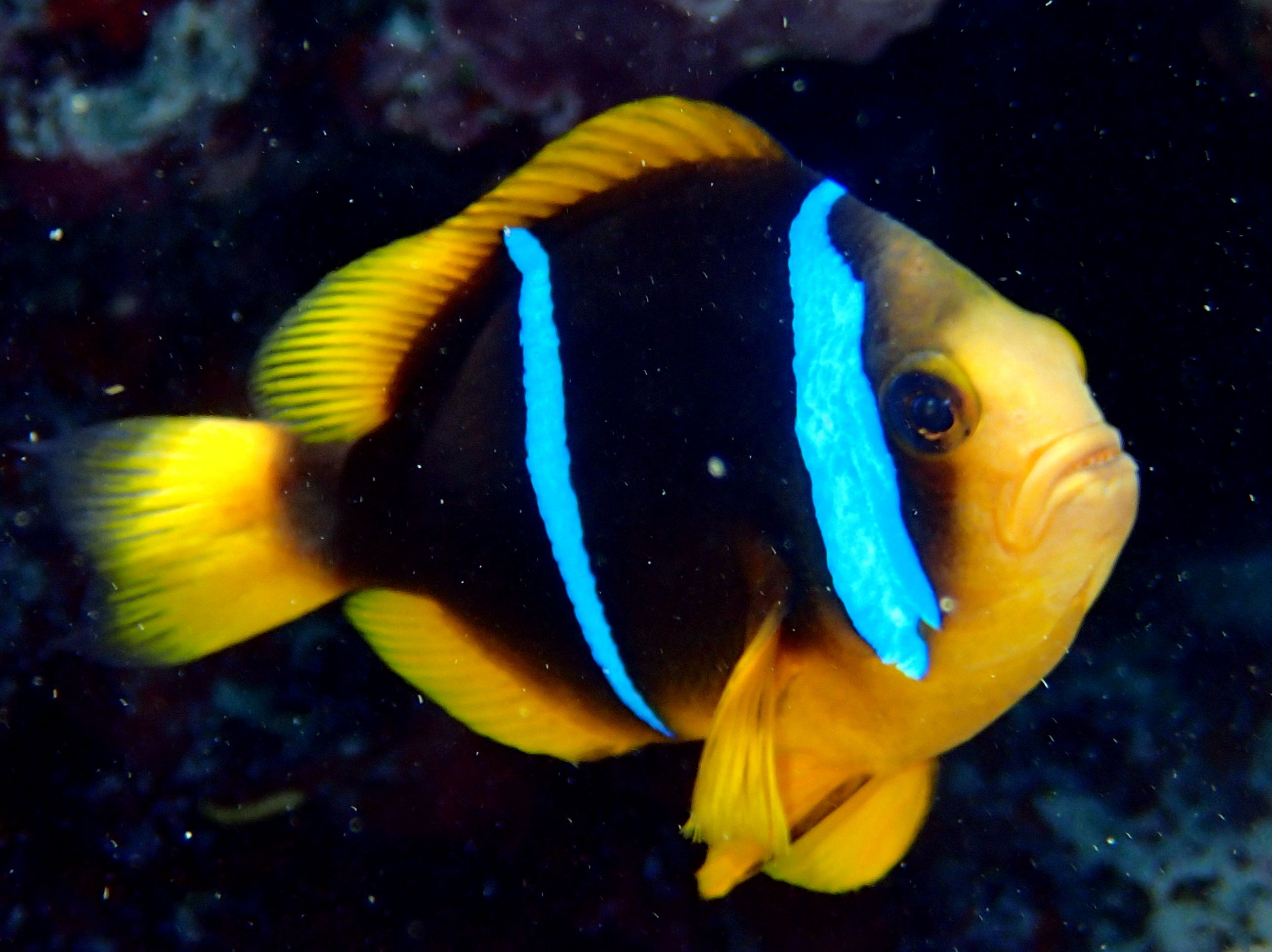
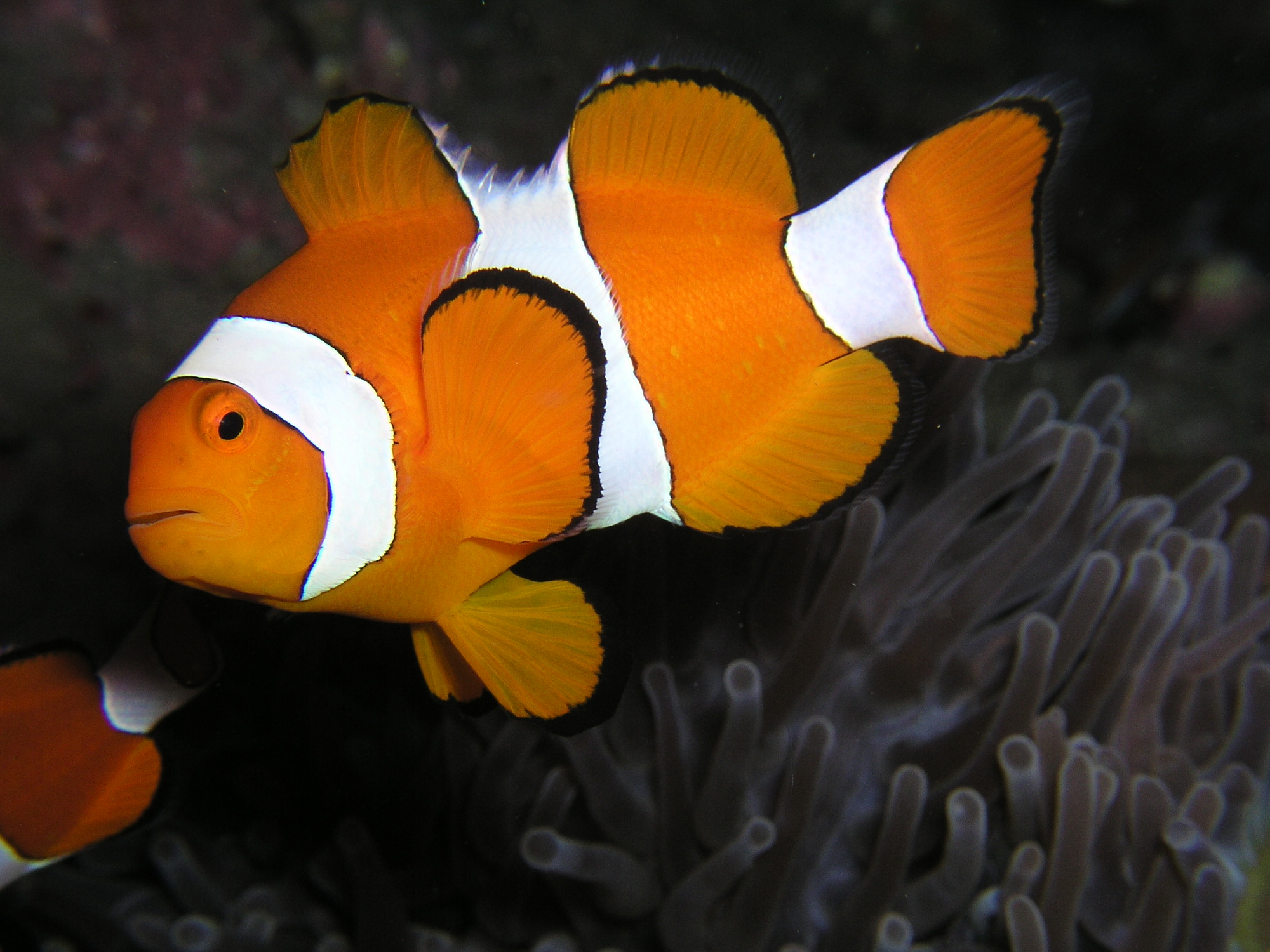
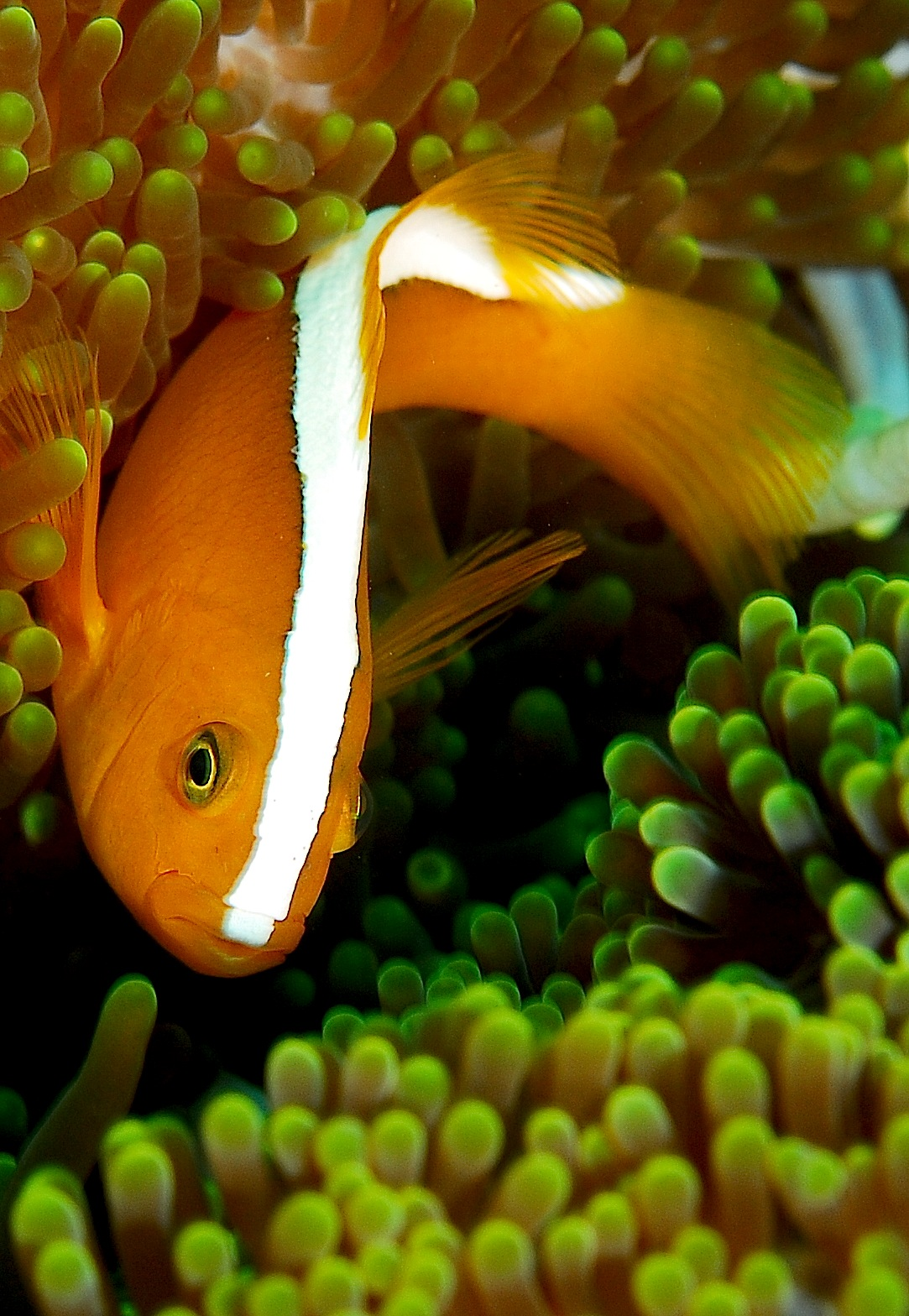